# تجمعات محافظة حلب السكانية
تعد محافظة حلب أكبر محافظات سوريا من حيث عدد السكان بتعداد قدره (5.680.000) نسمة يشكلون ما نسبته 24% من إجمالي تعداد سكان سوريا. مدينة حلب أكبر تجمّع سكانيّ في المحافظة وسوريا، بتعداد قدره (2.132.100) نسمة. تليها مدن منبج بتعداد قدره (99.497) نسمة، والسفيرة بتعداد قدره (63.708) نسمة، والباب بتعداد قدره (63.069) نسمة، وكوباني بتعداد قدره (44.821) نسمة. بلغ تعداد التجمّعات السكانيّة في محافظة حلب العام 2004 أكثر من 1.400 تجمّع سكنيّ ما بين مدينة وبلدة وبلديّة وحي وقرية ومزرعة.

## تجمعات محافظة حلب السكانية

### منطقة جبل سمعان
- ناحية مركز جبل سمعان: عبطين، حلب،  عسان، حدادين، حيلان، حريبل، خان طومان، كفر صغير، معراتة المسلمية، المسلمية، قراص، صقلايا، تل شعير، تل شغيب، الذهبية، الوضيحي، المسلمية الشمالية، دوير الزيتون، رسم عسان، سيفات، عزان، عين الكبيرة، مغاير خان طومان.
- ناحية تل الضمان: أعبد، أبو رويل، العامرية، عندان الشيخ، أبو مرير، أرجل، بلاس، بطحة، بطرانة، بياعة كبيرة، بويضة كبيرة، مداين الكبير، عوينات كبيرة، بردة، دير صليبة، عطشانة شرقية، علية، أصطبلات، غيطل، حميدية، الحيانية، هزاني، حلوية، الحميدي، هوبر، جفر منصور، جب الأعمى، جب عليص، جب الخفي، كفر إيبش، كفر عبيد، كولة البويدر، بويضة صغيرة، بياعة صغيرة، مجاص، المنصورة، مقتل الزيدي، مرحمية، مشرفة أرجل، مشرفة البويضتين، مشرفة المريج ،ماسح، المنطار، مريقص، النعمانية، نوارة، عليص، قرع الغزال، رجم عميرات، رسم الأحمر، رسم الجحش، رسم المفكر، رسم الصفا، صعيبية، سرجة، الصياح، صفيرة، قلعة الشيخ، شويحة البو عيسى، شويحة اللهيب، تبارة الخشير، تل أحمر، تل عقارب، تل حطابات، تل حواصيد، تل ماسح، تل صبحة، تل الضمان،  طرفاوي، أم عج، أم العمد قبلي، أم الهوتة، أم الكراميل، أم غبار، أم غراف، أم جرين، أم قرون، أم تينة، أم طماخ، أم وادي، وادي الدبس، وادي الصنوع، عطشانة غربية، أبو المجاهر، الباكات، السماقية،  المليحية، أبو جورة، بلاس الجديدة، جب الأبيض، دريكية، زهير الورد، زيارة، عكلة الجهمان، عين الغرف، غريريفة، مشرفة الحلاج.
- ناحية حريتان: عفرين، عندان، باشكوي، فاح، حريتان، حيان، جب غبشة، كفر بسين، كفر حمرة، معارة الأرتيق، مقبلة، شامر، شيخ زيات، صفة، الطامورة، تيارة، ياقد العدس، بابيص، شيخ نجار، نقارين.
- ناحية دارة عزة: عنجارة، أرحاب، بشقاتين، بسرطون، بشنطرة، دارة عزة،  الهوتة، حور، كفرانتين، مجبينة، قبتان الجبل، تقاد، زرزيتا، الصخرية.
- ناحية الزربة: عرادة، بانص، برقوم، بوابية، برنة، حميرة، جب كاس، كسيبة، قماري، رسم العيس، الشيخ أحمد، تل حدية، أم عتبة، الزربة،  زيتان، الزربة، خالدية، شفيدلة.
- ناحية الحاضر:دلامة، الحاضر،  العيس، مكحلة، جميمة، مريودة، مريمين، تل دادين، تليلات.
- ناحية زمار: زمار ، حوير العيس، كوسنيا، أباد، زيارة، تل ممو، تل علوش، واسطة، تل باجر، جزرايا، عثمانية كبيرة، طلافح.

### منطقة الباب
- ناحية مركز الباب: أعبد، الباب، بزاعة، سرجة كبيرة،  البرج، حدث، حزوان، المقري، مران، النيربية، نعمان، عولان، قباسين، قديران، قمة داغلباش، قبة الشيخ، سفلانية، شعالة، شدود، شيخ علوان، شيخ جراح، الشيخ كيف، سوسيان، سو سنباط، صوران، تل جرجي، تل رحال، أم العمد، وقاح.
- ناحية تادف: أبو جبار، أبو طلطل، عران، برلهين، عمية كبيرة، فيخة كبيرة، البيرة، بطوشية، دير قاق، عين الذهب، عيشة، خربة كيار، الكيطة، مغارة أبو جبار، عويشية، قصر البريج، قطر، سرحان، شيخ دن، تادف، طومان، أم خرزة.
- ناحية الراعي: العامرية، الراعي، الأثرية، عياشة، باب ليمون، هضبات، حاجي كوسة، حاجي ولي، حليصة، جبين، كرسنلي، خليلية، المتمنة، المسنة، النهضة، قنطرة، صندي، شاوة، سلسلة، تل عطية، تل عيشة، تل الهوى، تل ميزاب، تليلة، طويران، أم الثدايا، الوقف، زلف، زيارة.
- ناحية عريمة: العجمي، برشايا، نباتة كبيرة، سكرية كبيرة، تفريعة كبيرة، الحجيلة، حوتة، إيلان،الشيخ ناصر،جبلة الحمرة، جب الدم، جب نعسان، جب سلطان، الجرنية، الكريدية، سكرية صغيرة، تفريعة صغيرة، مضيق بو غاز، المزروفة، أولاشة، العميانة، عريمة، العروبة، شدار، شويحة، السنبلة، ترحين، الثعلبية، أم عدسة عجمي، أم شكيف، الوادي، البويهج، الذئب، برازية، قنافذة.

### منطقة عفرين
- ناحية مركز عفرين: أبين، عفرين، بابليت، باعي، باصلحايا، باصوفان، باسوطة، براد، البصلية، بتيتة، برج عبد الله، برج حيدر، عين دارة، أناب، إسكان، فافرتين، غزاوية، الهوى، جلبل، كباشين، كفير، كفر بطرة، كفر زيد، كفرشيل، كوكبة، الخضراء، خالدية، كيمار، معراتة، مريمين، النيرة، عقيبة، قرزيحل، شوارغة الأرز، شوارغة الجوز، شيخ الدير، تل طويل، تللف، الظريفة، زهرة الحياة، الزيارة، الجميلة، الكبيرة، تل غازي.
- ناحية بلبل: أبل، علي الأطرش، العالية، عشاني، بالي، بلبل، دير حسن، الديك، الحاجب، هوزان، خضر، الخليل، المروية،  المدللة، أوبة، عبودان، عوكان، قسطل مقداد، قورنة، قوطان، الرأس الأحمر، صاغر، السعيدة، السمحة، السعرة، شرقان، شيخ خورز، الطفلة، اليابسة، زعرة، النور، بقجة، بيلان.
- ناحية جنديرس: البياضة، برج كموش، الضخم، دير بلوط، إشكان شرقي، الفسحة، فريرية، حاج إسكندر، الحمام، جلق، جلمة، جنديرس، جوم، كفر صفرة، خرزان، كوران، كوردان، كفردلي تحتاني، النسرية، رمادية، رأس الأسود، شيخ عبد الرحمن، تل حمو، تل سلور، ديوان فوقاني، كفردلي فوقاني، مروانة فوقاني، مسكة فوقاني، إشكان غربي، خلطان غربي، زندة، جوبان، حاج حسن، شيخ خليل.
- ناحية راجو: العلياء، أدة، علمدار، عطمان، بربند، البتراء، بيت عدين، الصوان الكبير، بلالية، البئرين، الرويشية، ضوضو، الغزلان، حاج خليل، حجمان، هليل، حمشو، الحجيج، الجبلية، جلقمة، جنجلة، كوران، كوسان، الصوان الصغير، الضحاك التحتاني، المعامل، ماسيكان، ميدان أكبس، المرتفعة، موسيه، عمر ، الأمسية، القلم، الراعي، راجو، شنكل، شيخ محمد، الشيوخ، الطلة، الطاقية، الثدي، الثلاثية، الضحاك فوقاني، السودة، الشديان، المسنة.
- ناحية شران: علي بازان، العمود، بافليون، البياعة، البستان الكبير، الديب الكبير، حلوبي كبير، دامة، دير صوان، الضحى، دوراقا، جمان، كفر جنة، كفرروم، الديب الصغير، حلوبي صغير، مرساوا، مشعلة، الميدان، المحببة، العمرية، القارة، القسطل، قسطل جند، قطيرة، قاطمة، السعر، شران، السيم، تل الأسود، اليجي، زيتونة، البلورية، العروبة، شلتاح.
- ناحية شيخ الحديد: أنقلة، درمش، خزفية، مغار، المزينة، مستكان، شيخ الحديد، سنارة، تل الثعالب، وادي الثعالب، السهلية، الصاتي، الوردية.
- ناحية معبطلي: أبرز،  الأميرية، أنبار، عاشور، أولاد العرب، برماجة، دار كبير، حاج قاسم، حمو راجو، الجزرونية، الجمركية، معبطلي، المعصرة، المعزولة، الشيخ الأقرع، شيركان، الشوربة، السمال، الصرة، ياخور، اليتيمة، الدقلة، الظاهرة التحتانية، الظاهرة العليا، العطية.

### منطقة أعزاز
- ناحية مركز اعزاز: المالكية، أعزاز، الفيرزية، جارز، كفر كلبين، كفر خاشر، كلجبرين، الكروم، معرين، منق، مرعناز، نيارة، ندة، السلامة، شمارين، شمارخ، سيجراز، تليل الشام، طاطية، يحمول.
- ناحية أخترين: عبلة، أخترين، العزيزية، باروزة، البياضية، بغيدين، بحورتة، بليخة، دابق، دوديان، دوير الهوا، تل عار شرقية، تل بطال شرقي، عين الأسود، إكسار، غيطون، الغيلانية، غرور، الغوز، الحميدية، الحردانة، جكة، كعيبة، كدريش، خلفتلي، المسعودية، عويلين، قعر كلبين، قبتان، قزم، قره مزرعة، سموقة، صندرة، طعانة، تل شعير، طاط حمس، تلتانة، تركمان بارح، طويس، واش، تل عار غربية، زيادية، أرشاف.
- ناحية تل رفعت: أحرص، دير جمال، كفر ناصح، كفرنايا، كشتعار، مسقان، الشيخ عيسى، تل جبين، تل رفعت، تنب، طاطمراش، تلعجار، الجهاد.
- ناحية مارع: السيد علي، اسنبل، فافين، حربل، الحصية، حوار النهر، الحسنية، كفر الورد، معراتة أم حوش، مارع، قرامل، الساعد، الصالحية، تل مضيق، تلقراح، تلالين، وحشية، الوردية.
- ناحية نبل: باشمرة، زوق الكبير، برج القاص، بيانون، حردتنين، كفين، معرسة الخان، مياسة، ماير، نبل، رتيان، الزهراء.
- ناحية صوران: البل، براغيدة، دويبق، إحتيملات، حوار كلس، الجديدة، كفر بارجة، كفرة، كفرشوش، مريغل، العدية، راعل، شويرين، صوران، الظاهرية، اليمامة، اليعربية، الزيزفون.

### منطقة منبج
- ناحية مركز منبج: أبو جرين، عنزاوية، أرنبية، عسلية، عرب حسن كبير، حية كبيرة، جب الكلب كبير، جرن كبير، كابر كبير، خاروفية كبيرة، مدنة كبيرة، مقطع حجر كبير، محترق كبير، عوسجلي كبير، طحنة كبيرة، بئر خللو، قرعة كبيرة، بوير، بطوشية، دادات، دندنية، عين النخيل، الفارات، الحجر الأبيض، الحمدونية، الحمران، الحمران، جاموسية، جناة صالح الطيب، جب أبيض، جب العروس، جب القادر، جب الثورة، جوتة، الكبيرة، كرسان، خربة الحصان، خربة الشياب، خربة ماصي، خربة نفخ، خرفان، خشفة أم عدسة، حمام صغير، حية صغيرة، جرن صغير، كابر صغير، خاروفية صغيرة، مدنة صغير، محترق صغير، عوسجلي صغير، مجرى تحتاني، المحسنة، منلا أسعد، المنكوبة، مشرفة البوير، منبج، مغيرات، مجرى وسطاني، وريدة المركز، ميلويران، معيصرة، قلعة نجم،  عمرية، أوشرية، قبب بنية، قبر إيمو، قناة الغرة، رفيعة، رسم الأخضر، رسم المشرفة، راطونية، سعن الغزال، صافي، سعيدية، صيادة، صغيرة، شنهصة، شيخ يحيى، شويحة خزناوي، سلطانية، تل أخضر، تل رفيع، تل ياسطي، طوال، أم عدسة قرب، أم عدسة الفارات، أم عظام، أم السطح، أم جلال، أم جلود، أم ميال جفتلك، مجرى فوقاني، زونقل، الدويحة، أم الصفا، أم عدس فرس، حطابات، خريجة، مشرفة زكريا، نواجة شمالي كبير.
- ناحية أبو قلقل: أبو قلقل، فرس كبير، غرة كبيرة، حما كبير، صندلية كبيرة، حالولة، حيمر لابدة، الحيزة، جديدة فرس، جب النشامة، جب الكجلي، جب الطويل، جب حمزة، جب حسن آغا، جب ناهد، جب شيخ عبيد، جعيفية الماشي، خربة بشار، خربة العشرة، خربة الروس، خربة السودة، خربة خالد، خربة زمالة، خفية أبو قلقل، فرس صغير، غرة صغيرة، قرعة صغيرة، قنا تحتاني، مدينة سد تشرين، محشية الشيخ عبيد، محشية الطواحين، مقبلة حسن آغا، نعيمة، قنا شمالي، قناقبلي، قشلة يوسف باشا، قوخار، سكاوية، شجيف ذهبية، تل عريش جنوبي، أم جرن، والية، خربة تويني.
- ناحية خفسة: عباجة، أبو حنايا، أبو مقبرة، العاجوزية، الخفسة، عشيني، عطيرة، عطشانة جب ميري، أربعة كبيرة، عارودة كبير، الدروبية كبيرة، رسم الخميس شرقي كبير، حبوبة كبيرة، جراح كبير، معرضة كبيرة، قبب كبير، رسم الحرمل الكبير، شعيب الحمر كبير، دخيرة، دريسية، غديني، حديدي، جفر منصور، جناة سلامة، جديدة الحمر، جديدة مسطاحة، جب الحمام مسطاحة، جب حمد الشلال، جب خميس، جب ماضي، جب قهوة، جفيرة غزال، الكسرة، خان الحمر، خربة برغوث، خربة الخذراف، خربة سلامة، خربة شهاب، خفية الحمر، الكيصومة، كيارية، لالة محمد، عارودة صغيرة، حبوبة صغيرة، قبب صغير، رسم الخميس غربي صغير، المحسنة، مجمع مباقر، المعمورة، مشرفة قرب، مزيونة الحمر، مزيونة الجابري، جب أبيض شمالي، قصر هدلة، قصر سلوم، رأس العين حمر، رسم عبود جفتلك، رسم الأحمر، رسم الحمام ميري، رسم الجيس، رسم المسطاحة، رمانة، شجرة، شاش حمدان، شيخ أبيض، سخني، تبارة كلش، تل عاكولة، تل عابر، تل أسود، تل حسان، تلحوذان، أم عدسة خليلية، أم رسوم، أم تينة، الناصرية فوقاني، العريضية، الهلال، خفسة صغيرة، رسم العبد مسطاحة، رسم الفالح، طرق علي، عين الجاموس، محطة الحسان، وادي ملقاف.
- ناحية مسكنة: الأندلس، العزيزية، البعث، بابيري، ردة كبيرة، الحمرة، الحرية، الجلاء، جب الحمام جتالة، الكرامة، خان الشعر، خربة صليب، مدينة الغار،  مسكنة ، المفتاحية، مجمع حطين، النعيمية، قواص، رجم الأقرع، رأس العين البومانع، رسم البوخر، سموقة، الشهداء، السكرية، جنوب جديعة، تل توتون، تشرين،  الزاهرة،  التضامن، الشهابي، الفرج، المخروم، النموذجية، بير سالم، تل العير، جنوب مسطاحة المخروم، ملاح، وضحة.
- ناحية أبو كهف: مروح، أبو منديل،  أبو كهف ، أبو طويل، أبو جدحة كبير، أربعة صغيرة، أم خرزة، أم طماخ، أم ميال ميري، البيرة، بخترية، تايهة، تل أبو جدحة ، تليلة، جب الحمام سلطان، جب الخفي، جب مخزوم، جناة أبو جدحة ، حليسية، حيمر جيس، طوق الخليل، عامودية، فاطمة ، نحلية ، مناظر الجرف، مقطع الحجر صغير، مقطع الحجر كبير، مقتلة، مقبلة البيرة، مستريحة جفتلك، لابدة

### منطقة عين العرب
- ناحية مركز عين العرب: عين العرب، عزيزية، بابان، دوحة كبير، عين البط كبير، مزرعة صوفي كبير، سلامة كبير، بيجان، بئر عمر، الاستقامة، الفرزدق، غريب، الغسانية، حزينة، الحباب، جيل، جوبان، كرب، كأس، خراب ناس، خراب كورت، سلامة صغير، بيت لحم تحتاني، جبيلة تحتاني، تل الحجر تحتاني، مخرج، الميدان، مزرعة العامود، مرشد، النبعة، ناف كرب، الناظرية، عروبة، القنطرة، قنطرة بيت سري، قروف، قولا، شران، الشروق، صوص، طفش، تل غزال، تل حاجب، ظهيرة، بيت لحم فوقاني، جبيلة فوقاني، سفت فوقاني، تل حجر فوقاني، زرافة، الزرقاء، زوبار، زوغر، خربة العسل، كلمد، ميناس.
- ناحية شيوخ تحتاني: الدوارة الكبيرة، جب فرج كبير، بلة، دادي، درب النوب، الحفيانة، هلالة، جبنة، خليل، خربة عطو، شيوخ تحتاني، مزدلفة، عوينة، قناية، قبة، صوانية، سيف علي، الشاكرية، الشمالية، الشهامة، تعلا، تاجية، تل أحمر، تل العبر، دار الباز فوقاني، قران فوقاني، شيوخ فوقاني، الواوية ، الزر.
- ناحية صرين: أبو دعمة، الأسد، باب الحديد، البارودية، البعثية، ضبعة كبيرة، خشخاش كبير، بئر الأعمى، بئر بكار، بئر الدم، بئر حسو، بئر محلي، بئر عبيدو، بئر رش، دندوشان، الداوودية، جولان، قلعة حديد، حفيان، حلنجة، الحقل، هيالة، إبراهيمية، جعدة المغارة، جعدة السمعاوات، كرك، الخاروفية، خربة الجمل، خربة الكافر، خروص، كريدان، كوفيان، خشخاش صغير، مند، منسية، المعروفة، مسرب، متين، مزغنة، ملحة، متراس، مروح، مويلح، ناقوط، قصق شمالي، نور علي، العمرية، القادرية، قراط، رمالة، رميلة، رأس العين قبلي، قلعة رش، الصفوانية، صهاريج الجبل، صنع، ساق، صرين، السيدة، سيفية، صفيط، شكيف، السياحة، تل البنات، الطوق، التوابية، فجر فوقاني، وادي النور، ياراماز، زريك، بئر عبيدات، فضة، مغربتين تحتاني.

- ناحية الجلبية: الأخوة، الجلبية، أسكيف، الأعظمية، الدمام، الجبلة، خراب صهريج غربية، خان ماميد، ترمك تحتاني، حمدون، الجورات، سفرية، دار فلات، درب التخت، خرخري، مأوى فوقاني، شلال غربي، شلال شرقي، ميل، تل الأخضر، النحاسية، قولانة، شيخ غالي، خراب العاشق، البركة، السهم، كميت كبيرة، الطيبة، أم تليل، بئر دلة، الأيوبية، تل أبيض تحتاني، خراب رست، خالدية فوقاني.

### منطقة السفيرة
- ناحية مركز السفيرة: أبو دريخة، أبو جرين، عقربة، عقربوز،  السفيرة ، بيدورة، برج الرمان، عين سابل، العميرية، فجدان، حبشية، حكلة، حويجينة، جفرة الحص، جلاغيم، جلغوم، جنيد، مصيدة، قبتين، قصير الورد، رضوانية، ريان، صماد، تل إصطبل، طاط، تركان، أم عامود، أم العمد، زعلانة، زنيان، المحطة الحرارية.
- ناحية خناصر: عبدة موسى، حجارة كبيرة، شلالة كبيرة، هربكية، هواز، جب العلي، جب الأعمى، جب جاسم،  خناصر ، قليعة، راهب، رملة، رسم النفل، رسم السيالة، رسم حمد، زبد، بطحة أم ميال، حبس، روضة الفطامي، قرباطية، كويس.
- ناحية بنان:  بنان ، بلوزة، ديمان، جعارة، قتيطرات، صدعايا، السميرية، أم جرن، زراعة، سرج فارع.
- ناحية الحاجب: أبو عبدة، أبو جلوس، بيشة، برج عزاوي، برج الساما،  الحاجب ، حوير الحص، الجرمكية، الجديدة، جب تينة، كفر حوت، جب أنطاش تحتاني، مدرسة، مكتبة، منعايا، مربعة بيشة، مغيرات شبلي، ربيعة الحانوتة، رسم عميش، سحور، سويان، تل عنبر، الطيبة، أبو غتة، جب أنطاش فوقاني، رسم شوكان.
- ناحية تلعرن: بلاط، تل علم،  تل عرن ، تل حاصل، تل عابور، أبو صفيطة، الحتاني، عين عسان، باشكوي، كبارة.

### منطقة جرابلس
- ناحية مركز جرابلس: مجرى كبير، الدابس، عين البيضا، الحاضرة، الحلوانية، حلونجي، حيمر، الحجلية، الجامل، جرابلس، مجرى صغير، البير التحتاني، جرابلس تحتاني، أم روثة تحتاني، المغاير، المحسنة، مرمى الحجر، مزعلة، قندرية، قيراطة، صريصات، تل العمارة، ظهر المغاير، طريخم، أم سوسة، أم روثة فوقاني، يوسف بك، زوغرة، البير فوقاني، بترا الكوسة، بلان، جب جراوة.
- ناحية غندورة: عرب عزة، مرتفع كبير، نبغة كبيرة، قنطرة كبيرة، بيليس، الفرسان، غنمة، غندورة، الغسانية، حجر الأبيض، حفيرة، الحميرة، جب الدم، الكلية، ليلوة، عرب حسن صغير، القاضي، قبة التركمان، الصابونية، الصابونية، الشعيب، شعينة، السويدة، تل أغبر، تل علي، تل الحجر، الظاهرية، المدللة،، ثلجة شرقية.

### منطقة دير حافر
- ناحية مركز دير حافر: عاكولة، حميمة كبيرة، دير حافر، حزازة، حميمة صغيرة، مبعوجة، رسم الحرمل الجنوبي، تل أيوب، أم المرة، أم زليلة، زبيدة.
- ناحية كويرس شرقي: أبو ضنة، عربيد كبير، دكوانة، كويرس شرقي، عفش، عين الجماجمة، الحلبية، الجابرية، الجبول، جب الصفا، كصكيص، المفلسة، رسم العبد، السين، شيخ أحمد، تل أحمر، تل مكسور، تل سبعين، طيبة الاسم، أم أركيلة، وديعة، كويرس غربي، جديدة تل سبعين.
- ناحية رسم حرمل الإمام: أبو جدحة، أحمدية، بيجان، جروف، الكيارية، أبو جدحة صغير، مناطير الصفر، مزبورة، نصر الله، نجارة، رسم عبود، رسم الحرمل الإمام، رسم الكبار، رسم الخباز، رسم الكبير، رسم الكروم، رسم الشيخ، شربع، تبارة ماضي، تل السوس، تل حطابات، أم العمد، زعرايا، شويليخ.

### منطقة الأتارب
- ناحية مركز الأتارب: الأبزمو ، الأتارب ، كفر عمة، كفر كرمين، معارة أتارب، السحارة، تديل، التوامة.
- ناحية أبين سمعان: أبين سمعان ، الجينة، كفر نوران، بابكة، كفر ناصح، باتبو.
- ناحية أورم الكبرى: كفر حلب، أورم الكبرى، الشيخ علي، كفر ناها، كفر تعال، القناطر، أورم الصغرى، عويجل،  كفر جوم غربية.

## وصلات خارجية
- وزارة الإدارة المحليّة السوريّة
- المركز الإحصائي السوري